# Escolinha do Barulho
Escolinha do Barulho foi um programa de televisão humorístico brasileiro que foi produzido pela GGP Produções e Câmera 5 e exibido pela Rede Record entre 1.º de março de 1999 e 9 de julho de 2001. Era baseado no formato conhecido da Escolinha do Professor Raimundo, e com vários personagens que já passaram por esta. Seu diretor era Homero Salles.

## Exibição e produção
A produção começou a ser filmada em novembro de 1998, inspirada na Escolinha do Professor Raimundo da Rede Globo (fora do ar havia quase cinco anos), com previsão de exibição no ano seguinte pelo SBT. O interesse de realizar o formato partiu do apresentador Gugu Liberato, atento a disputa entre Globo e SBT, sendo produzida pela GGP Produções em parceria com a produtora independente Câmera 5, de Elias Abrão, e Cooperativa de Artistas Unidos. Dos atores do elenco da Escolinha anterior, foram confirmados Castrinho (que interpreta Geraldo), Jorge Loredo (o Zé Bonitinho) e Marcos Plonka. Outros atores foram convidados, mas recusaram por causa do vínculo com a Globo. Para a Folha de S.Paulo, Chico Anysio (um dos criadores da Escolinha do Professor Raimundo) fez duras críticas a nova versão: "Eu soube disso porque duas pessoas de caráter me telefonaram depois de serem chamadas. Os sem-caráter aceitaram a proposta. Aliás, é melhor que esses fiquem bem longe de mim mesmo". Em tom de provocação, Anysio também alegou que quando a nova Escolinha fosse levada ao ar, "a minha estará também, no mesmo horário". Em 1999, a Escolinha do Professor Raimundo voltou ao ar na Globo como quadro do novo Zorra Total.
Previsto para estrear no SBT, o programa acabou indo ao ar na Rede Record e ganhou o nome de Escolinha do Barulho. Sua pré-estreia foi em 25 de fevereiro de 1999, estreando definitivamente em 1º de março do mesmo ano. Era exibido em seu auge de segunda à sexta, às 21h15, com reprises ao meio-dia e ao longo dos fins-de-semana.
Em 9 de julho de 2001, o contrato com a Record acabou, e cogitou-se que a RedeTV! assumiria a série. Em 2003, foi reprisado à tarde pela emissora original, às 15h30, em episódios duplos com cortes que somavam cerca de um terço da duração deles.

## Elenco
| Ator              | Personagem                  |
| ----------------- | --------------------------- |
| Benvindo Siqueira | Professor Bemvindo Siqueira |
| Dedé Santana      | Professor Dedé              |
| Gil Gomes         | Professor Gil Gomes         |
| Luís Carlos Miele | Professor Miele             |

Alunos/Elenco Fixo
| Ator / Atriz      | Personagem            |
| ----------------- | --------------------- |
| Adriana Ferrari   | Linda Rosa            |
| André Damasceno   | Gaúcho do Bonfa       |
| Andrea di Maio    | Carlos Neura Estresse |
| Araíde Rocha      | Giuliana Nostra       |
| Castrinho         | Geraldo               |
| César Macedo      | Eugênio               |
| Cida Marques      | Dona XT               |
| Cida Mendes       | Concessa              |
| David Pinheiro    | Armando Volta         |
| Eberson Taborda   | Kinho                 |
| Geraldo Júnior    | Zequinha Kid          |
| Geraldo Magela    | Zé do Banjo           |
| Iran Lima         | Cândido Manso         |
| João Elias        | Salim Muchiba         |
| Jorge Loredo      | Zé Bonitinho          |
| José Elloy Filho  | Astronauta Collins    |
| José Vasconcellos | Ruy Barbosa Sá Silva  |
| Marcos Plonka     | Samuel Blaustein      |
| Mari Alexandre    | Marilyn Brasil        |
| Mário Tupinambá   | Bertoldo Brecha       |
| Nando Cunha       | Johnny Bala           |
| Orival Pessini    | Patropi/Fofão         |
| Paula Melissa     | Dona Fifi de Assis    |
| Paulo Cintura     | Ele mesmo             |
| Paulo Silvino     | Olegário Carnaval     |
| Roberto Roney     | Bragança              |
| Rony Cócegas      | Galeão Cumbica        |
| Tiririca          | Ele mesmo             |

### Convidados
| Artista            |
| ------------------ |
| Ana Maria Braga    |
| Adriane Galisteu   |
| Alcione            |
| Arnaldo Antunes    |
| Beto Carrero       |
| Cátia Fonseca      |
| Claudete Troiano   |
| Cléo Brandão       |
| Eliana             |
| Elymar Santos      |
| Enéas Carneiro     |
| Fábio Jr.          |
| Falcão             |
| Fofão              |
| Gérson de Abreu    |
| Gilberto Barros    |
| Ivete Sangalo      |
| João Gordo         |
| José Augusto       |
| Leão Lobo          |
| Luciano Huck       |
| Luís Ricardo       |
| Marcelinho Carioca |
| Milton Neves       |
| Nelson Rubens      |
| Netinho            |
| Orival Pessini     |
| Pepê & Neném       |
| Pepeu Gomes        |
| Roger Moreira      |
| Rosa e Rosinha     |
| Rosana Hermann     |
| Reginaldo Rossi    |
| Sérgio Reis        |
| Sônia Abrão        |
| Tânia Alves        |
| Tirullipa          |
| Vanusa             |
| Vavá               |
| Zezé Di Camargo    |

### Perfil dos alunos
Asteriscos indicam atores com os personagens que participaram anteriormente da Escolinha do Professor Raimundo, na Rede Globo.
| Artista           | Personagem            | Bordões | Descrição |
| ----------------- | --------------------- | --- | --- |
| Adriana Ferrari   | Linda Rosa            | "Ah, mas isso é bom pra mais de metro!" "Eu ouvi meu nomezinho?" Tá feitinha... e bem feitinha!" | Caipira, com sotaque mineiro, respondia às questões com uma redação.                                                                              |
| André Damasceno*  | Gaúcho do Bonfa*      | "Fala, profi!" Não me faz te pegar nojo!" | Gaúcho, que respondia às questões contando histórias.                                                                                             |
| Andrea di Maio    | Carlos Neura Estresse | "Neura por parte de mãe, Estresse por parte de pai, sempre muito calmo e tranquilo." | O neurótico. |
| Araíde Rocha      | Giuliana Nostra       | "A minha bela e querida Itália!" | Paródia da protagonista da novela Terra Nostra, da Rede Globo.                                                                                    |
| Castrinho*        | Geraldo*              | "Óia eu aqui 'travez'!" Geraaaaaaaldo!!!" | Respondia contando histórias de duplo sentido, em que ele era o protagonista.                                                                     |
| César Macedo*     | Eugênio*              | "Pequenino, porém, genial!" Pode perguntar que comigo é na manteiga!" | Paródia do cientista alemão Albert Einstein. |
| Cida Marques      | XT                    | "Zip Zap Bop!" | A sexy extraterrestre. |
| Cida Mendes       | Concessa              | "Comparação, com ___ eu faço um___ quén tim" "Sai Caipora, cê é pior que catapora!" | Uma mineira que gostava de prosear. |
| David Pinheiro*   | Armando Volta*        | "Sambarilove!" Ela é cruel... muito cruel!" Eis-me aqui, digníssimo. E pode perguntar, porque comigo pão é pão, queijo é queijo, tapa é tapa, e beijo é beijo." Se sei, digo que sei. Se não sei, digo que não sei, e pronto." É papo dez e tapas leves!" Pensei: 'porque comprá-lo, por que não comprá-lo, porque comprá-lo, por que não comprá-lo?' Comprei-o-o! Aceite, é de coração, sem nenhum interesse..." | Um malandro que subornava o professor para conseguir boas notas.                                                                                  |
| Geraldo Júnior    | Zequinha Kid          | "Zequinha Kid, o orgulho das crianças do Brasil!" | Um adulto com postura de criança. |
| Geraldo Magela    | Zé do Banjo           | "É mui difícil!" Opa! Já vi tudo!" | Ceguinho. |
| Iran Lima*        | Cândido Manso*        | "Feliz, ditoso e venturoso! Porque sou marido da minha mulher, a Dalva" "Se não fosse a Dalva, eu não teria nada nessa cabecinha..." | O eterno marido traído. Contava histórias duvidosas a respeito de sua mulher.                                                                     |
| João Elias*       | Salim Muchiba*        | "Pergunta à vista que eu respondo à prestação." Pra Salim, zero é dez com cem por cento de desconto." | Turco que vive sempre às turras com Samuel Blaustein.                                                                                             |
| Jorge Loredo*     | Zé Bonitinho*         | "Hey girls, I go até aí!" Câmera close! Microfones please!" Vou lhes dar um tostão da minha voz" If I have a thousand of women... au-au, au-au...". | O "perigote" das mulheres. |
| José Elloy Filho  | Astronauta Collins    | | |
| José Vasconcelos* | Ruy Barbosa Sá Silva* | "Ru-Ruy Barb-osa Sá sá Silva." "Ih! Esqueci!" | Gago. |
| Marcos Plonka*    | Samuel Blaustein*     | "Fazemos qualquer negócio" É melhor zero no nota do que prejuízo no bolsa". | O judeu avarento. |
| Mari Alexandre    | Marilyn Brasil        | "Sabe o que é? Sou eu!" | A caricata loira burra. |
| Mário Tupinambá*  | Bertoldo Brecha*      | "Veeenha, que eu tô com a gota!" Veeenha, que eu quero é festa!" Camarão é a mãe" Zéfini, tá na boca do Brasi!" | O baiano temperamental. Seu nome era uma paródia do dramaturgo alemão Bertolt Brecht.                                                             |
| Nando Cunha       | Johnny Bala           | | Um convencido ator de cinema. |
| Orival Pessini*   | Patropi*              | "Pô, meu, pra mim você não é problema meu." Aproveitando que eu cheguei tarde, eu vou sair mais cedo..." Vou mandar um pá daqui, pá dali, pá de lá e pá de cá!" | O hippie que chegava tarde e saía mais cedo. Uma vez, após sair, Pessini voltou vestido de Fofão.                                                 |
| Paula Melissa     | Fifi de Assis         | "De acordo com os meus conhecimentos..." Ai, professor! Quando eu tiro um 10, eu sinto tanto calor!" | A aluna nota 10 da sala. Quando ganhava um 10, fazia um striptease quase completo.                                                                |
| Paulo Cintura*    | Ele mesmo*            | "Saúde é o que interessa, o resto não tem pressa! "Issa!" Cheio de saúde!" * Comentário após as respostas de Marilyn Brasil: Ela é tão bonitinha, tão fofinha... * Resposta dos outros alunos: Mas é tão burrinha! | Aluno fisiculturista que sempre punha todo mundo da classe para malhar.                                                                           |
| Paulo Silvino*    | Olegário Carnaval     | "Dá uma pegadinha aqui!" Tem que dizer 'dandá' pra ganhar 'tem-tem'!" Ai, como era grande!" | Um barbado vestido de boneca. O personagem se originava do programa Planeta dos Homens.                                                           |
| Roberto Roney*    | Bragança*             | "Eu sou o Bragança, quem encher minha paciência, dança!'" | Um sujeito pouco amigável. |
| Rony Cócegas*     | Galeão Cumbica*       | "No ar! Atenção, passageiros com destino a _____, portadores de ficha da cor de _____, especifique!!!" Aí eu choro! Al-al, al-al" | O piloto de avião. Tinha um cabelo em forma de asas de avião, e sempre que o professor o chamava, ele levantava com um avião de brinquedo na mão. |
| Tiririca          | Ele mesmo             | "Fala abestado!" "Ô menino lindo!" Quando eu gosto, eu gosto, mas quando eu odío, eu odío!" | Humorista que participava do programa como ele mesmo.                                                                                             |

### Outros
| Artista         | Personagem | Bordões                                                                   | Descrição                                  |
| --------------- | ---------- | ------------------------------------------------------------------------- | ------------------------------------------ |
| Eberson Taborda | Kinho      | "Perdi alguma coisa?" Pode continuar a aula que eu deixo, tá professor??" | Eberson Taborda manipulava o macaco Kinho. |